# Цянь Хайтао
Цянь Хайта́о (кит. упр. 钱海涛, пиньинь Qián Hǎitāo, р.12 августа 1996) — китайский борец греко-римского стиля, призёр чемпионатов мира и Азии.

## Биография
Родился в 1996 году. В 2016 году стал бронзовым призёром чемпионата Азии среди юниоров.
В 2019 году завоевал бронзовую медаль чемпионата Азии и стал бронзовым призёром чемпионата мира.